# Anecin
Anecin – osiedle w północno-wschodniej części Warszawy, w dzielnicy Białołęka.
Osiedle położone jest na terenie, którego centrum stanowi skrzyżowanie ulicy Modlińskiej i Mehoffera (większa część leży po zachodzie Modlińskiej). Miejski System Informacji nie uwzględnia jednak istnienia tego osiedla i jego teren rozdzielony jest osiami ww. ulic na 4 części i włączony w teren osiedli: Nowodwory, Tarchomin, Dąbrówka Szlachecka i Henryków. Natomiast podział na osiedla (i Rady Osiedli) według Urzędu Dzielnicy Białołęka uwzględnia istnienie tego osiedla jednak identyfikuje pod tą nazwą jedynie tereny Anecina leżące na zachód od ul. Modlińskiej. Na terenie osiedla znajduje się m.in. placówka Domu Opieki Społecznej oraz Sala Królestwa dwóch zborów Świadków Jehowy (Warszawa–Tarchomin i Warszawa–Nowodwory).
Jeszcze w pierwszej połowie XX w. Anecin był podwarszawską wsią leżącą na trasie wylotowej z Warszawy. W 1951 r. został włączony do granic Warszawy wraz z innymi sąsiadującymi wsiami.